# Inext
inext is een tweetalig dagblad (Engels en Hindi) voor de jeugd dat uitkomt in de Indiase deelstaten Uttar Pradesh, Uttarakhand, Bihar en Jharkhand. De tabloid heeft twaalf edities: Agra, Allahabad, Bareilly, Dehradun, Gorakhpur, Jamshedpur, Kanpur, Lucknow, Meerut, Patna, Ranchi en Benares. De krant komt uit in een oplage van ruim 311.000 exemplaren (2012/2013) en telt 24 tot 28 pagina's. De politieke kleur is liberaal. 
inext is eigendom van Jagaran Prakashan Ltd. die ook Dainik Jagran uitgeeft. De krant is gevestigd in Kanpur. 